# Distretto di Shamal
Il distretto di Shamal è un distretto dell'Afghanistan appartenente alla provincia di Khowst. Viene stimata una popolazione di 13 000 abitanti (dato 2012-13).